# Ананьївський аграрно-економічний коледж
Відокремлений структурний підрозділ «Ананьївський аграрно-економічний фаховий коледж Уманського національного університету садівництва» — вищий навчальний заклад І—ІІ рівнів акредитації, що розташований у місті Ананьїв Одеської області. Є структурним підрозділом Уманського національного університету садівництва.

## Історія
Заснований у 1873 році як реальне училище. У серпні 1930 року згідно з постановою Раднаркому УСРР на базі чотирьохрічної профтехшколи був заснований технікум механізації сільського господарства. У 1932 році до закладу приєднано Рибницький агрономічний технікум. Наказом Міністерства сільського господарства УРСР у серпні 1958 році технікум механізації сільського господарства було реорганізовано в сільськогосподарський технікум бухгалтерського обліку.
З 1958 року здійснює підготовку спеціалістів економічного спрямування.
З 14 травня 2013 року — структурний підрозділ Уманського національного університету садівництва.
У квітні 2014 року технікуму було надано статус коледжу.
5 червня 2019 р., був створений герб коледжу. Над ним працював практичний психолог коледжу Урсул Ігор Валентинович.

## Діяльність
Навчальний заклад здійснює підготовку фахівців за такими спеціальностями:
- 071 «Облік і оподаткування», кваліфікація — бухгалтер;
- 072 «Фінанси, банківська справа та страхування»
- 075 «Маркетинг»
- 076 «Підприємництво, торгівля та біржова діяльність»

На базі коледжу працює навчально-консультаційний центр Уманського національного університету садівництва, де здійснюється підготовка фахівців освітньо-кваліфікаційних рівнів «бакалавр», «спеціаліст» за напрямами підготовки:
- «Облік і аудит»
- «Фінанси і кредит»
- «Маркетинг»
- «Соціальне забезпечення»